# ویکتور کروپوسکوف
ویکتور کروپوسکوف (به روسی: Виктор Кровопусков - Viktor Krovopuskov) ورزشکار مرد رشتهٔ شمشیربازی اهل کشور اتحاد جماهیر شوروی است. وی در بین سال‌های ‎۱۹۷۶ تا ۱۹۸۰ میلادی در مسابقات بازی‌های المپیک تابستانی در مجموع ۴ مدال طلا را کسب کرد.